# Ceny české filmové kritiky 2017
Ceny české filmové kritiky 2017 je osmý ročník Cen české filmové kritiky. Ceny byly předány v sobotu 27. ledna 2018, přímý přenos vysílala Česká televize na programu ČT art, moderátory večera byli Jana Plodková a Jiří Havelka.

## Ceny a nominace

### Nejlepší film
- Špína
- Bába z ledu
- Křižáček

### Nejlepší dokument
- Richard Müller: Nepoznaný – Miro Remo
- Červená – Olga Sommerová
- Sama – Otakar Faifr

### Nejlepší režie
- Václav Kadrnka – Křižáček
- Tereza Nvotová – Špína
- Bohdan Sláma – Bába z ledu

### Nejlepší scénář
- Bohdan Sláma – Bába z ledu
- Václav Kadrnka, Vojtěch Mašek, Jiří Soukup,  – Křižáček
- Barbora Námerová – Špína

### Nejlepší ženský herecký výkon
- Zuzana Kronerová – Bába z ledu
- Barbora Poláková – Kvarteto
- Dominika Morávková – Špína

### Nejlepší mužský herecký výkon
- Karel Roden – Masaryk
- Pavel Nový – Bába z ledu
- Karel Roden – Křižáček

### Audiovizuální počin
- Anna Krtičková, Marta Nováková – 8 hlav šílenství (výtvarná koncepce)
- Jan Baset Střítežský – Křižáček (kamera)
- Marek Dvořák – Špína (kamera)

### Mimo kino
- Apolena Rychlíková, Saša Uhlová – Hranice práce
- Andy Fehu – Pěstírna
- Dužan Duong – Bo Hai

### Cena Innogy – Objev roku
- Tereza Nvotová – Špína
- Robin Kvapil – Všechno bude fajn
- Apolena Rychlíková – Hranice práce

### Zvláštní uznání za mimořádný přínos české filmové kritice
- Eva Zaoralová